# Сипхандон, Сонексай
Сонексай Сипхандон (лаос. ສອນໄຊ ສີພັນດອນ; род. 26 января 1966) — лаосский политический и государственный деятель; член Народно-революционной партии Лаоса. Премьер-министр Лаоса с 30 декабря 2022 года. 

## Биография
Родился в 1966 году. 
Был избран в ЦК НРПЛ на 8-м Национальном конгрессе в 2006 году и в Политбюро НРПЛ на 10-м Национальном конгрессе в 2016 году. В 2014-2016 годах был секретарём областного комитета Партии, губернатором провинции Тямпасак.
С 2016 по 2022 год был заместителем премьер-министра.
30 декабря 2022 года парламент утвердил Сонексая Сипхандона премьер-министром (149 голосов из 151).
В 2024 году, когда Лаос стал страной-председателем АСЕАН, Сонексай Сипхандон принимал глав и представителей государств, прибывших на 44-й и 45-й саммиты АСЕАН, которые проходили во Вьентьяне. 27 июля 2024 года встретился с министром иностранных дел Российской Федерации, Сергеем Лавровым. 

## Личная жизнь
Сонексай Сипхандон является сыном бывшего председателя НРПЛ Кхамтая Сипхандона (1924—2025) и братом политического деятеля Вьенгтонга Сипхандона.

## Награды
- Орден Восходящего солнца I степени (2025 год, Япония)[7]